# Port lotniczy Charlotte
Port lotniczy Charlotte – międzynarodowy port lotniczy położony 10 km na zachód od Charlotte. Jest jednym z największych portów lotniczych w regionie. W 2006 obsłużył 29 693 949 pasażerów.

## Linie lotnicze i połączenia

### Hall A
- Air Canada
  - Air Canada Jazz (Toronto-Pearson)
- AirTran Airways (Atlanta, Baltimore/Waszyngton, Chicago-Midway, Orlando)
- American Airlines (Dallas/Fort Worth)
- American Airlines obsługiwane przez Piedmont Airlines (Erie [od 3 maja 2019][1])
  - AmericanConnection obsługiwane przez Trans States Airlines (St. Louis)
  - American Eagle Airlines (Chicago-O’Hare, Dallas/Fort Worth, Miami, Nowy Jork-LaGuardia)
- Continental Airlines (Newark)
  - Continental Express obsługiwane przez ExpressJet Airlines (Cleveland, Houston-Intercontinental, Newark)
- Delta Air Lines (Atlanta, Salt Lake City)
  - Delta Connection obsługiwane przez Atlantic Southeast Airlines (Atlanta)
  - Delta Connection obsługiwane przez Comair (Cincinnati, Nowy Jork-JFK [od 5 czerwca], Nowy Jork-LaGuardia)
- Midwest Airlines
  - Midwest Connect obsługiwane przez SkyWest (Milwaukee)
- Northwest Airlines (Detroit, Minneapolis/St. Paul)
  - Northwest Airlink obsługiwane przez Compass Airlines (North America) (Minneapolis/St. Paul) [od 7 stycznia]
  - Northwest Airlink obsługiwane przez Pinnacle Airlines (Memphis)
- United Airlines (Chicago-O’Hare, Denver)
  - United Express obsługiwane przez Mesa Airlines (Chicago-O’Hare, Waszyngton-Dulles)

### Hall B
- US Airways (Albany, Allentown/Bethlehem, Atlanta, Baltimore/Waszyngton, Boston, Buffalo, Charleston (SC), Chicago-O’Hare, Cleveland, Dallas/Fort Worth, Denver, Detroit, Eagle/Vail [sezonowo], Fort Lauderdale, Fort Myers, Harrisburg, Hartford, Houston-Intercontinental, Indianapolis, Kansas City, Jacksonville (FL), Las Vegas, Los Angeles, Manchester (NH), Miami, Minneapolis/St. Paul, Myrtle Beach, Nashville, Nowy Orlean, Nowy Jork-LaGuardia, Newark, Norfolk, Orlando, Filadelfia, Phoenix, Pittsburgh, Portland (OR), Providence, Raleigh/Durham, Richmond, Rochester (NY), San Diego, San Francisco, San Juan, Savannah, Seattle/Tacoma, St. Louis, St. Thomas, Syracuse, Tampa, Toronto-Pearson, Waszyngton-Dulles, Waszyngton-Reagan, West Palm Beach, Wilmington (NC))

### Hall C
- US Airways (Patrz Hall B)
  - US Airways Express obsługiwane przez Mesa Airlines (Albany, Atlanta, Baltimore/Waszyngton, Birmingham (AL), Charleston (SC), Cleveland, Columbus (OH), Detroit, Greensboro, Harrisburg, Houston-Intercontinental, Indianapolis, Kansas City, Little Rock (AR), Louisville, Manchester (NH), Memphis, Nashville, Nowy Jork-JFK, Newark, Norfolk, Pensacola, Portland (ME), Providence, Raleigh/Durham, Richmond, Savannah, St. Louis, Waszyngton-Dulles, Wilmington (NC))

### Hall D
- JetBlue Airways (Boston, Fort Lauderdale [sezonowo; od 10 stycznia], Nowy Jork-JFK)
- Lufthansa (Monachium)
- US Airways (Aruba, Barbados, Bermuda, Belize City, Bogotá, Cancún, Cozumel, Frankfurt, Freeport, Grand Cayman, Gwatemala, Liberia (CR), Londyn-Gatwick, Meksyk, Montego Bay, Nassau, Providenciales, Punta Cana, San José (CR), St. Croix, St. Kitts, St.Lucia, St. Maarten, St. Thomas)
  - US Airways Express

### Hall E
- US Airways
  - US Airways Express obsługiwane przez Air Midwest (Athens (GA), Lewisburg)
  - US Airways Express obsługiwane przez Air Wisconsin (Albany, Asheville, Atlanta, Blountville/Tri-Cities, Boston, Cincinnati, Columbia, Fayetteville (AR), Greensboro, Greenville (SC), Huntsville, Indianapolis, Jackson, Milwaukee, Minneapolis/St. Paul, Nashville, Newport News, Norfolk, Roanoke, Savannah, Syracuse, Toronto-Pearson, White Plains)
  - US Airways Express obsługiwane przez Chautauqua Airlines (Columbus (OH), Fayetteville (NC), Greenville (SC), Indianapolis, Louisville, Raleigh/Durham)
  - US Airways Express obsługiwane przez Piedmont Airlines (Asheville, Augusta (GA), Blountville/Tri-Cities, Chattanooga, Charleston (WV), Charlottesville, Columbia, Fayetteville (NC), Florence (SC), Greenville (SC), Hilton Head, Huntington, Jacksonville (NC), Knoxville, Lynchburg, New Bern, Newport News, Norfolk, Roanoke, Salisbury)
  - US Airways Express obsługiwane przez PSA Airlines (Akron, Albany, Allentown/Bethlehem, Atlanta, Birmingham (AL), Blountville/Tri-Cities, Boston, Buffalo, Charleston (SC), Charleston (WV), Charlottesville, Chattanooga, Cincinnati, Cleveland, Columbia, Columbus (OH), Dayton, Detroit, Fayetteville (AR), Fayetteville (NC), Gainesville (FL), Greensboro, Greenville (SC), Harrisburg, Indianapolis, Jacksonville (NC), Kansas City, Knoxville, Little Rock, Lexington, Louisville, Manchester (NH), Memphis, Milwaukee, Mobile, Montgomery, Myrtle Beach, Nashville, New Bern, Newark, Norfolk, Pensacola, Portland (ME), Raleigh/Durham, Richmond, Roanoke, Rochester (NY), Sarasota/Bradenton, Tallahassee, Waszyngton-Dulles, Wilmington (NC))
  - US Airways Express obsługiwane przez Republic Airlines (Atlanta, Baltimore/Waszyngton, Birmingham (AL), Chicago O’Hare, Cleveland, Columbus (OH), Daytona Beach, Greensboro, Key West, Minneapolis/St. Paul, Nashville, Norfolk, Providence, Richmond, Rochester (NY), Sarasota/Bradenton, Savannah, Toronto-Pearson)